# کهنه گوراب (املش)
کهنه گوراب ، روستایی از توابع بخش مرکزی شهرستان املش در استان گیلان ایران است.

## جمعیت
این روستا در دهستان املش شمالی قرار دارد و براساس سرشماری مرکز آمار ایران در سال ۱۳۸۵، جمعیت آن ۲۰۹ نفر (۶۹خانوار) بوده‌است.